# آشپزی زامبیایی

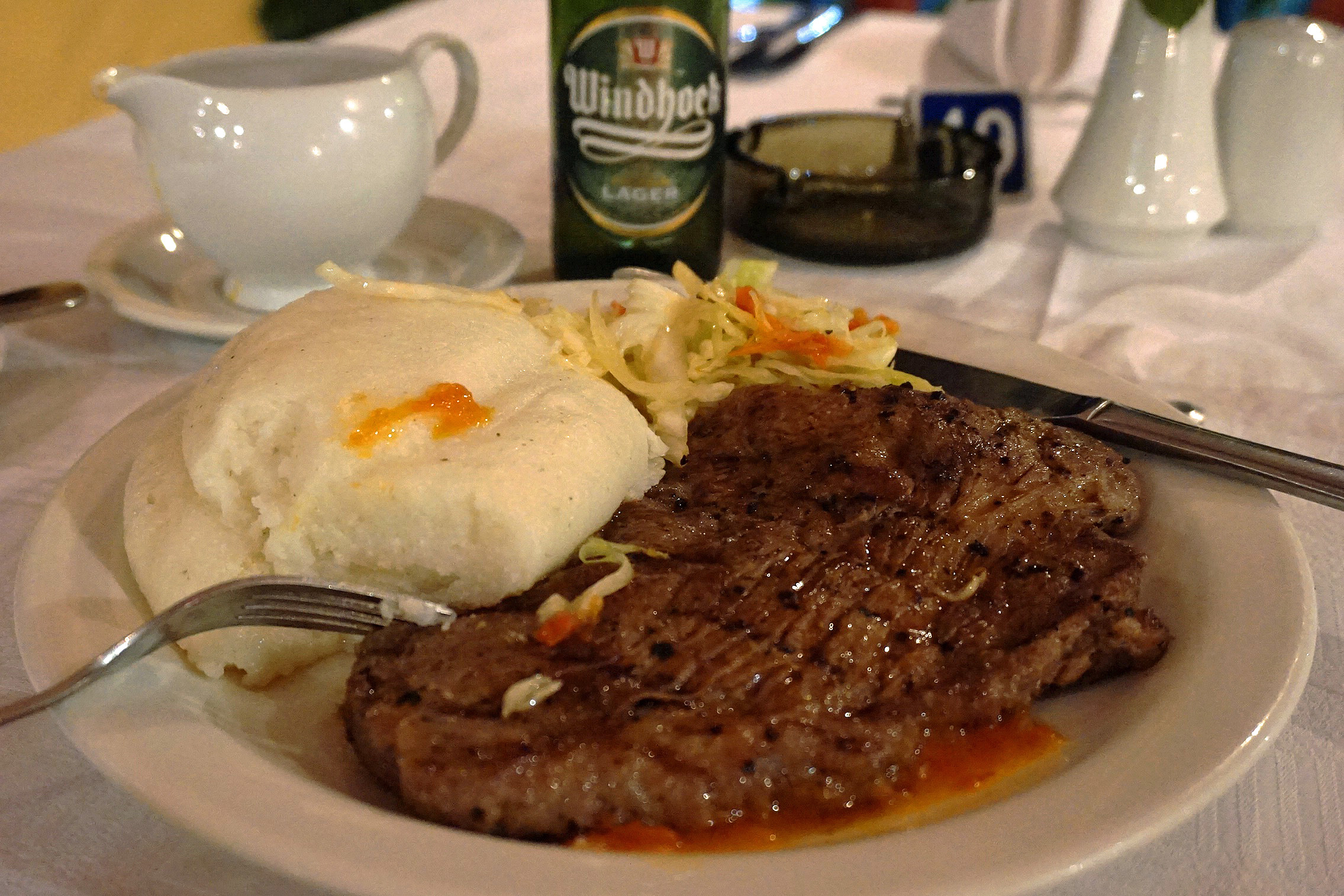
نشیما و مخلفات گوشت گاو از هتل پروتئاس، چینگولا، زامبیا

آشپزی زامبیایی طیف وسیعی از غذاها را ارائه می‌دهد که در درجه اول شامل نشیما است، یک فرنی غلیظ که از آرد ذرت تهیه شده، که در محلی به عنوان وعده غذایی mealie شناخته می‌شود. نشیما خود یک غذای کاملاً ساده است، اما معمولاً به همراه مجموعه ای از مخلفات سنتی زامبیایی همراه است که طیفی از طعم‌ها را با غذا معرفی می‌کند.